# Малайський шерстокрил
Малайський шерстокрил (лат. Galeopterus variegatus) — вид ссавців ряду шерстокрилів. Виділяється в монотипний рід Galeopterus.

## Опис
Довжина тіла складає 33-42 см, хвіст довжиною 17-22 см. Розмах кінцівок складає 70—120 см. Вага складає 1-1,75 кг.
Забарвлення шерсті на спині коричнувато-сіре з білими плямами, хороше маскування на корі дерев. Забарвлення шерсті на череві світліше і без плям. Очі дуже великі, вуха маленькі. Голова дуже широка, кінцівки дуже довгі.

## Поширення
Малайський шерстокрил мешкає в Таїланді , на Малайському півострові і різних островах Індонезійського архіпелагу, в тому числі на Суматрі , Яві і Борнео , і декількох дрібних островах. Віддає перевагу, перш за все, вологим джунглям в горбистих місцевостях, але зустрічаються також на плантаціях кокосового горіха і бананів .